# 连打
连打（Follow-on），是一个在板球运动中使用的术语，用来描述以下情况：当击球落后的那个队在第一局击球之后，立即进行第二局的击球，因为这个队的得分不能足够接近（在五天的比赛当中相差200之内）在第一局中击球领先那个队所获得的分数。
在比赛中，当每一个队只有一局的击球时；在这种情况下連打显然是不适用——它只用在较长的（更加传统的）两局赛程的比赛中。
如果第二个队击球的分数大大地少于第一个队的得分。第一个队可以强制执行（在他们的队长自由决定下）連打，指示第二队立即再次击球。在这种情况下每一局之间击球顺序将会是第一队，第二个队，第二个队，然后（如果需要）第一队，因此第二队被叫做「連打」。这是对照在每局之间击球的正常的进程是：第一队、第二队、第一队、第二队。
可强制执行連打规则的情况，可以在板球比赛规则的第13条中找到。

## 概述
連打有两个主要目的。第一，它可以帮助防止不必要的赛事。如果第一个击球队在对方击球后已经赢了，即使在对方再次击球后也可能赢，这个队没有必要进行第二次的击球。如果被强制連打的这个队确实追上了第一个队得分，第一个队可以回来打第二局的比赛。这两种任何一种通常都能缩短赛程并能降低平局的可能。
第二，绝大多数的比赛都有时间限制（特别的比赛长达 5 天) 并且第一个队二次击球，再次获得较高分数，他们在最后一局比赛当中可能不会有足够的时间来击倒10次三柱门，即使这个队比对方多得数百分，最后的结果也是平局。在第二局的比赛当中先击球的一方将会面对一个非常困难的比赛战术上的决定，也就是为了保留足够的时间去把第二个队赶出局，在哪一个赛程的时间点上宣布此局结束或放弃继续此局比赛的权利?
因为随着比赛的进行，板球场的条件逐渐恶化，連打不总是执行。这是因为对强制执行連打的那个队，当球场的条件变得最难击球的时候，可能被要求最后击球。如果这个队认为球场的条件对击球来说仍然很好 （或已变好），他们可能选择不执行連打 ；相反他们将返场击球，巩固他们现有的领先地位。

## 最低领先分数标准
为了强制对手实行連打，板球规则的第13条规定了这个队必须领先的分数,其中将比赛的长度考虑在内:
- 在五天或五天以上的比赛中，先击球的一方必须至少领先200分才有要求对方連打的选择权。
- 在三或四天的比赛中，必须领先150分。
- 在两天的比赛中，必须领先100分。
- 在一天的（每方打两局）比赛中，必须领先75分。

当比赛开始而赛程被缩短时，领先方要求根据剩下的天数（剩下的时间）可选择强制对方連打。例如，我们预计比赛的赛程是5天，但是因为下雨，第一天的赛程被取消了。如果比赛在赛程计划的第二天开始，先击球的那个队需要在第一局中领先150分或更多，才能选择强制对方連打。因此只有在第一个球被投出之前所失去的时间才能被算做缩短了赛程：如果5天的比赛在计划的第一天就开始了，但却完全失去了第二天的时间，为了计算連打的目标分数的目的，這种情况仍然算作5天的比赛。  

## 执行连打
連打不是自动的；对方球队的队长决定是否要强制执行連打。这是一种比赛战术的决定，队长将会（或应该）根据当时比赛的状况，双方明显的实力和剩余的时间来做此决定。
传统有关連打的争议几乎总是强制执行。在迈克·布里尔利（Mike Brearley）写的一本书《队长的艺术》（The Art of Captaincy）的经典文章中，用独立段落来处理这一问题，并且发现这样做的优势。[1] 当然对强制执行連打有充分的理由，主要的理由就是时间。在两局的比赛中对于先击球的那个队来说要想获胜，通常需要使对手出局两次。如果这个队没有做到这一点， 这场比赛将会以平局结束。实际上，为了在第二局的比赛中谨慎地击球，这个队看来似乎被打得大败是一个常用的策略。这样一来可以用完余下的时间，使得这场比赛能以这种方式结束。强制执行連打意味着連打的一方在比赛中提前进行了第二局，因此会发现通过用完余下的时间而打平局变得更难。强制执行連打的另一个原因是它的正面影响，它能反映一个队的比赛的风气。同样对于另一方来讲，其负面影响也是同等的。
然而，有几个理由不强制执行連打。第一，最简单的理由是对于投球手（bowlers）来说连投两局是非常疲劳的， 并且在第二局中使另一方出局不可能像第一局那么容易。第二，不执行連打是一项谨慎的决定，但也许谨慎的比赛战术可防止一个队输掉比赛。如果在第一局的比赛中先击球的一方大大领先，这可以附加为直接进行第二局的比赛， 或者，有足够的得分或用完足够的时间，而不给后击球的那方任何一点获胜的机会。然而这确实增加了比赛平局的机会，这也可能打消后击球一方比赛的士气，没有什么可比的了。最后，对后击球的一方来说， 这通常也被认为是劣势，当球场被磨损而恶化的时候，球的反弹和旋转的能力自然而然会有所不同。不强制执行連打的队长就是为了避免这样的风险，同时也让他们自己的投球手在球场磨损方面获得优势。
在最近几年的对抗赛中，也许有反对执行連打的趋势。英格兰队长安德鲁·斯特劳斯（Andrew Strauss）已几次采取谨慎的比赛战术直接进行第二局的比赛。但是，有一些显著的成绩，例如2009年的劳兹（Lord's）骨灰杯系列赛。在此，在第一局的比赛中澳大利亚以210分落后，但是没有連打；英格兰再次击球，由此而设定澳大利亚非常不现实的获胜目标522分，并且轻松地赢得了比赛。在他们这一方，澳大利亚的队长史蒂夫·沃（Steve Waugh）、瑞奇·庞丁（Ricky Ponting）明显地不情愿被强迫执行連打，尽管这更有可能与因沙恩·沃恩（Shane Warne）在比赛后期日益恶化的球场投球有关。

## 連打一方的获胜
尽管对連打一方来说不太可能赢得比赛，赢的情况很少发生。当这样的情况发生在一级比赛中，是很著名的赛事，随后的许多年都会为人所知。在對抗賽裡僅發生過三次，澳大利亚都是輸家。

### 對抗賽

#### 1894-95年的骨灰杯比赛
在悉尼的第一赛的第一局中，澳大利亚已经获得586的高分，西德·格雷戈里（Syd Gregory）获得201分，乔治·吉芬（George Giffen）获得161分，然后使英国队以325分出局。英国队以437分的成绩回应，使他们领先176分。然而，在比赛的第四天，澳大利亚队两次持球撞柱领先113分，看起来似乎是获胜者。但是大雨下了整个一夜（从那时起开始了在夜晚覆盖球场的新规则），次日上午，英国队的左臂缓慢的投球手，博比·皮尔和约翰尼·布里格斯全都无可击挡。英国队使澳大利亚队以166分出局，以10分领先获胜，并且继续赢得了3-2 骨灰杯的系列赛。

#### 1981 包瑟姆队长1981年在海丁利进行的英澳之间的对抗赛
在 1981 年英国的伊恩·包瑟姆（Ian Botham）作为队长以对抗澳大利亚之旅而表现欠佳。澳大利亚队当时被评为「大西印度群岛队」并且此队拥有以丹尼斯·理利（ Dennis Lillee）、特里·艾德曼（Terry Alderman）和杰夫·劳森（Geoff Lawson）三位大人物形成的强大攻击优势。在夏季的6个骨灰杯系列赛前两个对抗赛中，英国队在一次失败和一次平局之后，包瑟姆辞去了队长的职务。
迈克·布里尔利（Mike Brearley），取代了原队长包瑟姆，在海丁利（Headingley）的第三次对抗赛中，获得掌控权。开始时非常糟糕：澳大利亚获得 401分，约翰·戴森（John Dyson）获得102分 ；金·休斯（Kim Hughes）获得89 ；包瑟姆获得6-95，在他们投球投了174分（Lille投了4轮中 49分， 劳森投了 3 轮中的32分）之后要求英国队連打。该局中的一个亮点体现在包瑟姆获得50分的最高分（自从他担任队长以来前13次比赛当中第一次取得这么好的成绩）。在第二局中 包瑟姆在区域线上与英国队一起以5轮105分的成绩落后 126分。比赛状况没有改善：杰夫·波伊卡特（Geoff Boycott）抵制和鲍勃·泰勒（Bob Taylor）不久連打而来，并与英国队一起获得7轮135的成绩，仍然以92分的成绩落后，当时看起来很可能是败局。
每一个人都认为这场比赛注定要失败了。拉德布鲁克斯（Ladbrokes）取得了著名对英格兰队的500-1的成绩，赢得海丁利的比赛。当格雷厄姆·丁利（Graham Dilley）在区域线上和包瑟姆加入到一起时，包瑟姆据报道说，「那么好吧，让我们高兴地玩一玩」。包瑟姆从指挥有能力的支持下，继续获得149分而没有出局，并且使英格兰队稍微领先。第二天鲍勃·威利（Bob Willis）令人振奋地获得了8轮 43分的成绩，澳大利亚队猛跌到111分全部出局。这是自1894年-95骨灰杯比赛以来連打方继续比下去而赢了的对抗赛。

#### 2001年印澳伊甸花園对抗赛
澳大利亚已经赢得了他们的前16场对抗赛，包括两队之间三次系列对抗赛中的第一次比赛，在第二次对抗赛中的第一局获得445分并且限制印度队的得分為171；只有V·V·S·拉克斯曼（V·V·S·Laxman）获得超过25分的分数（59）。对印度来说，唯一的亮点是 Harbhajan Singh的投球，他投了 7 轮123分，包括帽子戏法瑞奇·庞丁（Ricky Ponting）、亚当·吉尔克里斯特（Adam Gilchrist）及沙恩·沃恩（Shane Warne）。然后澳大利亚执行連打。
拉克斯曼恰恰在第三天的比赛结束前到区域线上，继续以击打281分的成绩改变了比赛和系列的赛程，当时的记录对于印度的击球手是一个挑战。他与其伙伴Rahul Dravid，极大地影响了赛事的结果。Rahul Dravid打了180分; 他们两个在整个的第四天都站在区域线上。印度在其第二局的比赛中进展到657/7（领先383），并且，令人惊讶的是，在两局比赛中，获胜方甚至没有打单个六轮，然后在最后一天午餐前很快地宣布结束（没给澳大利亚充分的时间去达到总分，然后安全地获得平局）。直到喝茶的时间，澳大利亚已经获161/3，并且似乎最可能是平局。然后，在几分钟内，澳大利亚在持续的31个球的时间内失去了5个柱门。在同一轮中，Harbhajan 击倒了前两个柱门， 接着很快由Sachin Tendulkar拿下三个柱门。在第二局中，澳大利亚下跌 212 ，印度队赢得比赛。不管Harbhajan's怎样惊人地投球—6–73，从第一局开始继续他的连续7个拖网似的击中三柱门。然而Laxman 被選舉比赛最佳選手。这就是仅有的第三次对抗赛（迄今为止） 連打一方获胜，也是历史上唯一的一次已经宣布連打的一方仍然能赢。印度继续赢得第三次的对抗赛，由此， Laxman 既在赛局中，Harbhajan奉献了半个世纪，他拿下了31个三柱门，成为被命名系列赛名字的人。

### 第一級比賽

#### 1922年郡錦標賽：沃里克郡對汉普郡
1922 年在Edgbaston，汉普郡仅仅在9轮中投中15个球来回应沃里克郡在3天的比赛当中 223的得分。汉普郡的总数是完整的一级赛局中第七低的分数。汉普郡被召回击球，然后在使沃里克郡以155分的成绩出局以前，以舒服的155跑分的成绩，获得了著名的521的高分。汉普郡在第一局的总共15轮中一直都是完胜的最低分。

## 在对抗赛中没有执行連打的最长期限
在板球對抗賽中没有执行連打的最长的期限是由澳大利亚所保持。其在1988在被要求連打巴基斯坦和卡拉奇之后，经历了190场比赛没有被强制連打，直到2005年与 英国的骨灰杯的比赛的第四次比赛中被要求連打。

## 連打的历史
- 1787年：第一次著名的連打事件。
- 1835年：在100负分后的必须执行。
- 1854年：在80负分之后。
- 1894年：在120负分之后。
- 1900年：在150的负分之后，可以选择。
- 1961年：在郡冠军之后暂停，在1963年恢复。

## 备注
1. ↑  . ESPNcricinfo.   [31 March 2018]. （原始内容存档于2018-03-31）.
2. ↑  . ESPNcricinfo.   [31 March 2018]. （原始内容存档于2018-03-31）.
3. ↑  . ESPNcricinfo.   [31 March 2018]. （原始内容存档于2019-05-10）.
4. ↑  . ESPNcricinfo.   [31 March 2018]. （原始内容存档于2019-06-26）.
5. ↑  . ESPNcricinfo.   [31 March 2018]. （原始内容存档于2018-03-31）.